# 9554 Дюмон
9554 Дюмон (9554 Dumont) — астероїд головного поясу, відкритий 13 грудня 1985 року.
Тіссеранів параметр щодо Юпітера — 3,828.